# Charlottenstraße 2 (Heilbronn)

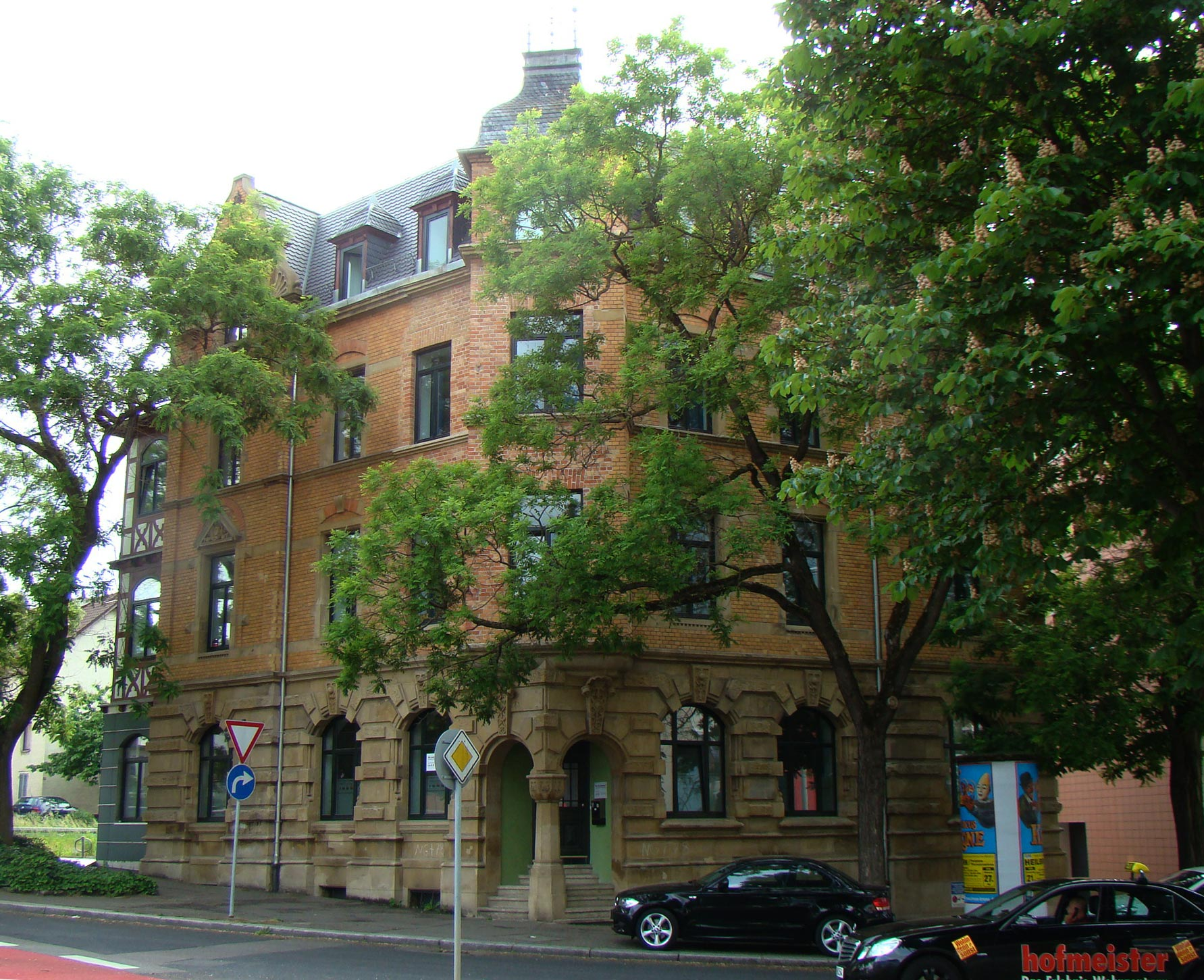
Charlottenstraße 2 in Heilbronn (2015)

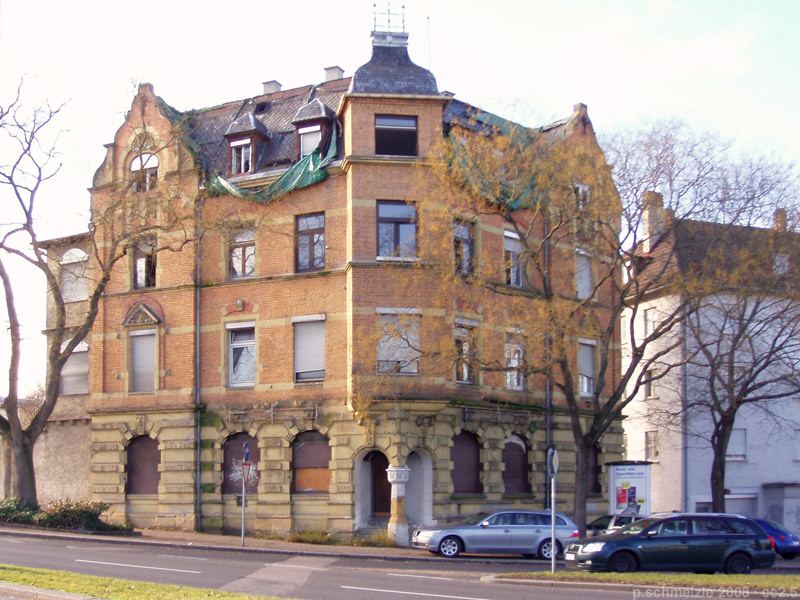
Die teilsanierte ehemalige Metro Bar (2008)

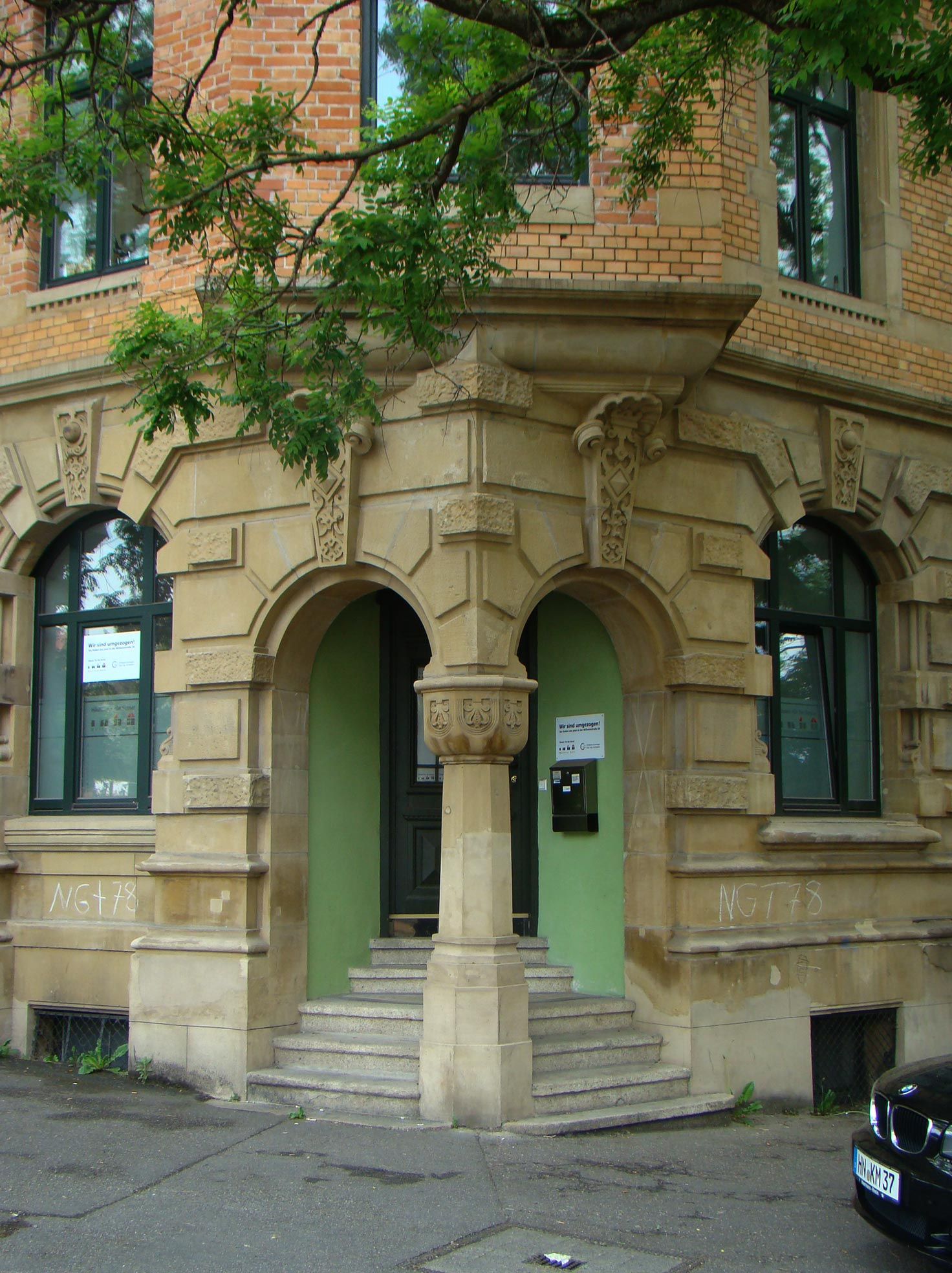
Detail des Eingangsbereichs

Das Haus in der Charlottenstraße 2 in Heilbronn wurde von den Architekten Hermann Maute und Theodor Moosbrugger in den Jahren 1898 bis 1899 als Hotel mit Gastwirtschaft entworfen. Das Gebäude an der Charlottenstraße ist ein Beispiel für den Stil des Späthistorismus um 1900. Ab den frühen 1960er Jahren beherbergte das Gebäude die Metro Bar, die Teil des Heilbronner Rotlichtviertels am Rathenauplatz war.

## Beschreibung
Es handelt sich um einen dreigeschossigen Bau „mit Sandsteinsockel, reichen figürlichen Applikationen und mit Backstein verkleideten Obergeschossen“. Dekorationen im Stil der deutschen Renaissance sind am Haupteingang, an den Fenstern im Erdgeschoss und an den Seitenrisaliten mit Blendgiebel zu sehen. Im Innern des Gebäudes hat sich ein Treppenhaus erhalten, das gedrechselte Baluster sowie ornamentierte Fenster aufzuweisen hat. Die Struktur des Grundrisses blieb weitgehend erhalten. Im Erdgeschoss befanden sich Gastwirtschaft, Küche etc., im Obergeschoss die Hotelzimmer.

## Geschichte
Das Gebäude wurde für den Hotelier Heinrich Hoffman 1898/99 als Hotel mit Gastwirtschaft erbaut. Es beherbergte in den späten 1930er Jahren die Gaststätte Zur Fleinerhöhe. 1950 hatte der Gastwirt Julius Reiner die Fleinerhöhe übernommen. Außerdem befand sich in dem Gebäude eine Filiale des Lebensmittelhandels von Franz Schönbein. Die oberen Etagen waren vermietet. 1961 befand sich die Metro Bar in dem Gebäude, die insbesondere von US-Soldaten besucht wurde. Vor dem Gebäude befand sich außerdem noch der Kiosk Bratwurstglöcklein und auch der Lebensmittelhandel von Schönbein bestand noch einige Zeit fort. Das Gebäude war dann Teil des Heilbronner Rotlichtviertels am Rathenauplatz, das von den 1970er Jahren etwa bis zum Jahr 2000 bestand. In den 1990er Jahren kaufte die Stadt Heilbronn die Gebäude nach und nach auf. Seitdem wurden die meisten Bauten am Rathenauplatz, darunter auch das Haus an der Charlottenstraße 2, saniert. In dem ehemaligen Hotel sollten nach einem Besitzerwechsel 2008 sechs Wohnungen untergebracht werden, 2009 wurde es saniert.